# HMS Dublin (1912)
O HMS Dublin foi um cruzador rápido operado pela Marinha Real Britânica e a décima primeira embarcação da Classe Town. Sua construção começou em janeiro de 1911 nos estaleiros da William Beardmore and Company na Escócia e foi lançado ao mar em abril de 1912, sendo comissionado na frota britânica em março do ano seguinte. Seu armamento principal era composto por oito canhões de 152 milímetros instalados em montagens únicas, tinha um deslocamento carregado de mais de cinco mil toneladas e alcançava uma velocidade máxima de 25 nós.
O Dublin começou sua carreira servindo no Mar Mediterrâneo. A Primeira Guerra Mundial começou no final de julho de 1914 e no mês seguinte ele participou da perseguição fracassada aos navios alemães da Divisão do Mediterrâneo. Permaneceu na região e no início do ano seguinte deu suporte para a Campanha de Galípoli ao realizar bombardeios litorâneos. O cruzador for torpedeado em junho pelo submarino austro-húngaro SM U-4 enquanto realizava uma patrulha no Mar Adriático perto do litoral da Albânia, ficando fora de serviço por vários meses sob reparos.
Ao voltar ao serviço foi colocado na Grande Frota, participando no final de maio de 1916 da Batalha da Jutlândia, quando foi danificado mas mesmo assim ajudou a afundar um barco torpedeiro. Depois disso passou o restante da guerra realizando patrulhas no Mar do Norte sem grandes incidentes, com exceção de uma ação em maio de 1917 quando foi atacado por um submarino e um zepelim alemães. A guerra terminou em 1918 e Dublin serviu na África de 1920 a 1924. Foi descomissionado e colocado na reserva neste último ano e depois desmontado em 1927.